# Mesosignum elegantulum
Mesosignum elegantulum är en kräftdjursart som beskrevs av Yakov Avadievich Birstein1963. Mesosignum elegantulum ingår i släktet Mesosignum och familjen Mesosignidae. Inga underarter finns listade i Catalogue of Life.